# Capsec
Capsec es una entidad de población española perteneciente al municipio gerundense de Vall de Bianya, en la comunidad autónoma de Cataluña.

## Historia
Capsec, por entonces cabecera de municipio, contaba hacia mediados del siglo XIX con 129 habitantes. Aparece descrita en el quinto volumen del Diccionario geográfico-estadístico-histórico de España y sus posesiones de Ultramar de Pascual Madoz de la siguiente manera:

CAPSECH: l. en la prov. y dióc. de Gerona (9 hor.,) part. jud. de Olot (1 1/2), aud. terr. y c. g. de Cataluña (Barcelona 25); es cab. del ayunt. que forma con los pueblos de Castellar de la montaña; San Martin del Clot, y Vall-del-bach. sit. en un rincón del valle de Viaña, le combaten con frecuencia los vientos del S.: su clima es frío, pero sano. Tiene sobre 25 casas; una escuela de instruccion primaría concurrida por 26 alumnos, cuyo maestro, desempeña tambien la secretaria de ayunt. y disfruta por ambos destinos la dotacion de 2,133 rs.; una igl. parr. (San Martín) servida por un cura de ingreso, y contiguo á ella el cementerio. El term. confina N. Vall-del-Bach (una hora); E. San Juan de las Fonts (1/2) ; S. Socarrasts (1/4), y O. San Martin del Clot (1/4): en él se encuentra una fuente, llamada de Casellas, de buenas aguas para el surtido, y uso comun del vecindario. El terreno es arcilloso, pedregoso, y tiene un pequeño monte de figura cónica poblado de encinas y robles, con un oratorio en su cima dedicado á San José ; le fertiliza un riach. nombrado Murrals que nace y confluye en el térm. con la rierra de Viaña. Hay caminos locales de herradura, y carreteros. El correo se recibe de Olot. prod.: trigo, maíz, fajol, mijo, hortolízas, higos, uvas, manzanas y otras frutas: pero no siempre sazonan bien por causa de la fria temperatura del país; cría ganado lanar, y caza de perdices , conejos y liebres, pobl.: 27 vec. 129 alm. cap. prod.: 2.394,800 rs. imp.: 58,870.
(Madoz, 1846, p. 506)

En la actualidad forma parte del término municipal de Vall de Bianya. En 2021 la entidad singular de población contaba 106 habitantes.